# 유진 파커
유진 파커(영어: Eugene Parker, 1927년 10월 6일~2022년 3월 15일)는 미국의 태양 천체물리학자였다. 그는 1948년에 미시간 주립 대학교에서 물리 학사 학위를, 1951년에 캘리포니아 공과대학교에서 박사 학위를 받았다. 파커는 태양의 코로나가 태양의 모든 표면에서 일어나는 작고도 무수한 태양 플레어로 인해 열을 받는다는 설을 제안하였다.

## 서적
- Cosmical Magnetic Fields: Their Origin and their Activity, 1979, Oxford University Press. ISBN 978-0-19-851290-5.
- Spontaneous Current Sheets in Magnetic Fields: With Applications to Stellar X-rays, 1994, Oxford University Press. ISBN 978-0-19-507371-3.
- Conversations on Electric and Magnetic Fields in the Cosmos, 2007, Princeton University Press. ISBN 978-0-691-12841-2.

## 같이 보기
- 태양풍